# Краснинский район (Западно-Сибирский край)
Краснинский район — административно-территориальная единица в составе Томской губернии, Сибирского и Западно-Сибирского краёв РСФСР, существовавшая в 1924—1933 годах. Центр — село Брюханово (в 1925 году переименовано в Красное).
Краснинский район образован в составе Щегловского уезда Томской губернии 4 сентября 1924 года. В состав района вошла территория следующих упразднённых волостей: Баганская и Красная полностью; Морозовская, Титовская и Урско-Бедаревская — частично.
27 октября 1924 года Краснинский район вошёл в состав Кольчугинского уезда Томской губернии.
В 1925 году Краснинский район вошёл в состав Кузнецкого округа Сибирского края, а в 1930 году перешёл в прямое подчинение Западно-Сибирского края.
5 апреля 1933 года Краснинский район был упразднён. При этом Ново-Песереевский и Урский с/с были переданы в Беловский район, Ариничевский, Горскинский, Дмитриевский, Камышинский, Касьминский, Кочкуровский, Краснинский, Мусохрановский, Прогресский, Пушкинский и Шабановский — в административное подчинение городу Ленинск-Кузнецкий, Вагановский, Журавлевский, Камыслинский, Пьяновский и Тарасовский с/с — в Топкинский район.